# WHC (Fußballverein)
WHC ist ein Fußballverein aus dem niederländischen Wezep. Die erste Mannschaft des Vereins spielt in der Saison 2014/15 in der viertklassigen Samstags-Hoofdklasse. Er nahm mehrmals am KNVB-Pokal teil. In der Saison 2009/2010 konnte er in diesem Pokal die Amateurvereine FC Chabab, AFC und VV Gemert eliminieren und somit das Achtelfinale erreichen. Dies wurde im IJsseldeltastadion in Zwolle gegen Ajax ausgetragen. WHC verlor dieses Spiel mit 1:14.
Der niederländische Profitrainer Bas Paauwe junior war von 1980 bis 1982 Trainer bei WHC.